# روتم سيلا
روتم سيلا (العبرية:רותם סלע، من مواليد 16 أغسطس 1983) عارضة أزياء وممثلة ومقدمة برامج تلفزيونية إسرائيلية تشتهر بلعبها دور نوا هولاندر في المسلسل التلفزيوني الشهير الجميلة والخباز منذ عام (2013 - حتى الآن)

## نشأتها
وُلدت سيلا في كريات حاييم، أصغر شقيقتين. في سن ال 15 شوهدت من قبل وكيل النموذج روبرتو بن شوشان. والدتها هي أستاذ الجغرافيا وأبيها هو مدير شركة المعدات الطبية. درست في مدرسة كريات حاييم الثانوية وكانت لاعبة كرة طائرة في فريق المدرسة، تم تجنيدها في قوات الدفاع الإسرائيلية، عملت كاتبة في البحرية في قاعدة كيريا. بعد ذلك تخرجت بشهادة في القانون وإدارة الأعمال من مركز التخصصات في هرتسليا، جامعة الأبحاث الخاصة.

## مسيرتها المهنية
كعارضة أزياء، ظهرت سيلا في حملات إعلانية لماركة كاسترو الإسرائيلية إلى جانب أفيف الوش. في عام 2019 ظهرت في الحملة الفردية لكاسترو جينز. في مجال التمثيل في عام 2013 اسند إليها دور البطولة في المسلسل الرومانسي الكوميدي  الجميلة والخباز  جنبا إلى جنب مع أفيف الوش بعد رفض بار رفائيلي القيام بدور.
سيلا تعطي الأولوية لمسيرتها المهنية في إسرائيل بدلاً من البحث عن فرص في أماكن أخرى ؛ في ذلك عبرة
| روتم سيلا | لا يمكن استبدال تل أبيب بأي مدينة في العالم. إنه أمر يثير دهشة الناس دائمًا، ليس من حلمي النجاح في أمريكا ، أريد أن أنجح هنا ، وأن أعمل هنا ، وأقوم بأعمال إسرائيلية ... كان من المهم بالنسبة لي أن أبقى هنا. | روتم سيلا |

## حياتها الشخصية
في عام 2010 تزوجت من آرييل روتير معها ثلاثة أطفال. روتر هو ابن جبريل روتر، الرئيس التنفيذي لشركة كاسترو.

## روابط خارجية
- روتم سيلا على موقع IMDb (الإنجليزية)
- روتم سيلا على موقع ميوزك برينز (الإنجليزية)
- روتم سيلا على موقع قاعدة بيانات الفيلم (الإنجليزية)

- Rotem Sela في قاعدة بيانات الأفلام على الإنترنت
- روتم سيلا في موقع دليل عارضات الأزياء